# Ukrainska legionen

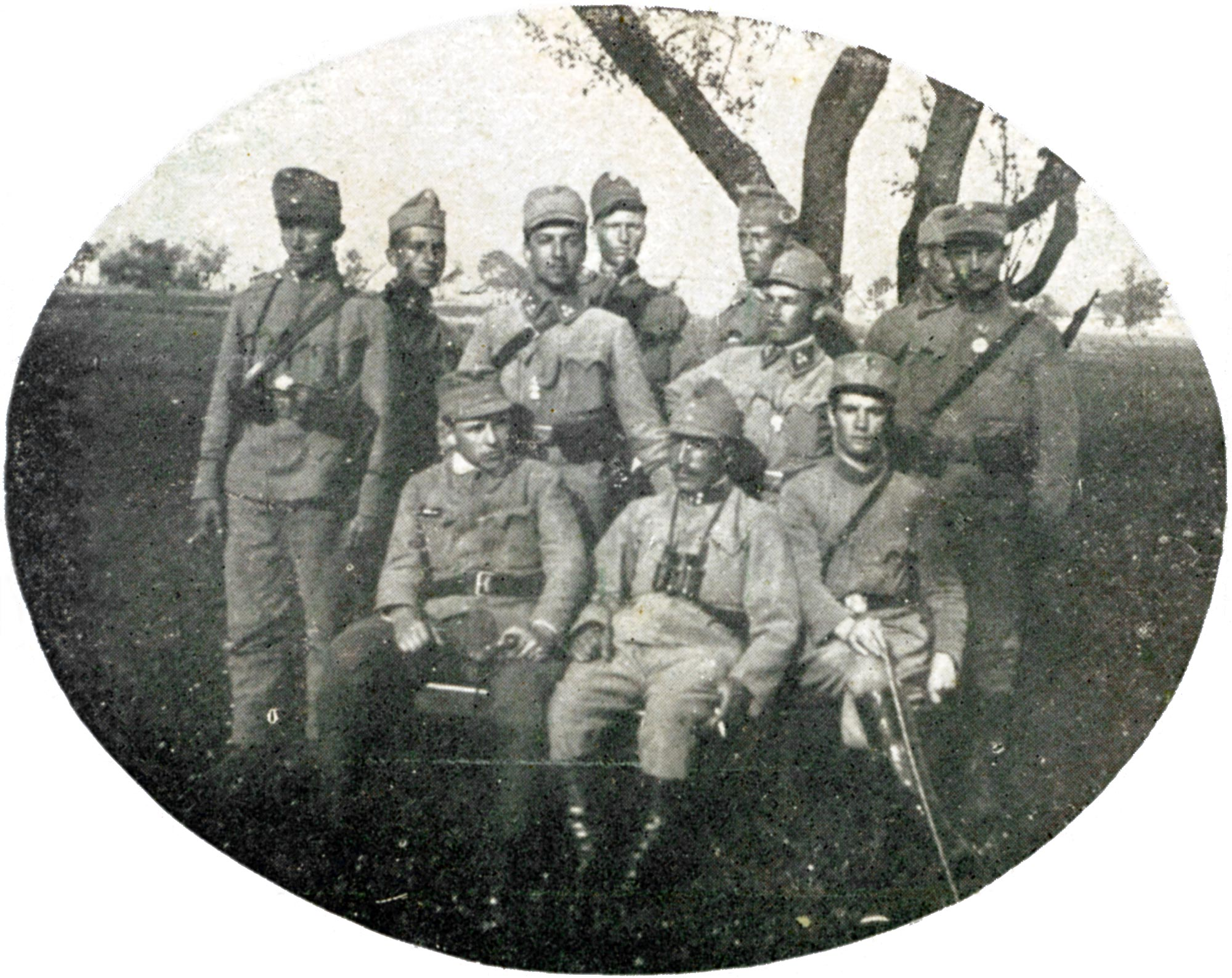
Soldater ur Ukrainska legionen 1915.

Ukrainska legionen eller de ukrainska skyttarna från Sitj var en ukrainsk milis och enhet i den Österrike-ungerska arméns 55. kaiserlich und königlich Infanterie-Division, som deltog i första världskriget. Den existerade fram till Österrike-Ungerns sönderfall år 1918.
På uppmaningen att bilda en folkhär skyndade ukrainska frivilliga att anmäla sig på Ukrainska legionens platskommando i Wien. På grund av det pågående kriget var anslutningen ändå låg, då de flesta vapenföra män redan var i aktiv krigstjänst, så att man var hänvisad till att rekrytera underåriga och sådana som icke godkänts vid rekrytutskrivningarna. Det bildades en legion på 5000 man, även om antal var försvinnande litet hade den dock en moralisk betydelse för den ukrainska nationalkänslan. Det var jubel på Lembergs gator den 28 juni 1914, då legionärerna samlade sig för att tåga till Karpaterna. Ukrainska legionen stred under striden om berget Licona och stoppade den Kejserliga ryska armén vid Berezjany under Brusilovoffensiven 30 september – 2 oktober 1916, men 3 juli 1917 slogs de av tillbaka ryska offensivstötar.
Gruppkommandant var generalmajor Peter Freiherr von Hofmann (1865–1923).

## Källa
- runeberg